# Bitwa o Anzio
Bitwa o Anzio (wł. Lo Sbarco di Anzio, ang. Anzio) – amerykańsko-włoski film wojenny z 1968 roku. Tematem filmu jest desant aliancki we Włoszech znany jako operacja Shingle, albo Bitwa pod Anzio. Film został zrealizowany na podstawie książki Anzio Wynforda Vaughana-Thomasa, korespondenta wojennego. Zdjęcia kręcono w Rzymie i w Casercie.

## Obsada[1]
- Robert Mitchum: Dick Ennis
- Peter Falk: kapral Rabinoff
- Robert Ryan: generał Carson
- Arthur Kennedy: generał Lesly
- Earl Holliman: sierżant Stimmler
- Reni Santoni: szeregowy „Kino”
- Mark Damon: Richardson
- Anthony Steel: generał Marsh
- Patrick Magee: generał Starkey
- Giancarlo Giannini: Cellini
- Wolfgang Preiss: feldmarszałek Kesselring
- Arthur Franz: generał Howard
- Wayde Preston: pułkownik Hendricks